# Verkehrsgesellschaft Südharz
Die Verkehrsgesellschaft Südharz mbH (VGS) ist ein regionales Verkehrsunternehmen für den Öffentlichen Personennahverkehr in den Landkreisen Mansfeld-Südharz, dem Südwestlichen Salzlandkreis und dem östlichen Kyffhäuserkreis in Sachsen-Anhalt und Thüringen.

## Geschichte
Nachdem der VEB Kraftverkehr Eisleben nach der Wende 1990 mit seinen 2.200 Mitarbeitern aufgelöst wurde, gründete sich im Oktober 1992 die Verkehrsgesellschaft Südharz mbH mit Sitz in Hettstedt, damit das große Verkehrsnetz in der Region nicht verfiel. Es wurden 634 Angestellte und 267 Busse auf 5 Betriebshöfen übernommen. Die jüngere Geschichte des Unternehmens war geprägt durch eine sinkende Verkehrsnachfrage durch den Bevölkerungsrückgang und der Zunahme des Individualverkehrs in der Region. Im Juli 1997 wurde in Heldrungen der erste neue Betriebshof der VGS errichtet, ein zweiter folgte im Februar 1998 in Aschersleben. Ein dritter Betriebshof wurde im September 1999 in Hettstedt erbaut, ein vierter im Oktober 2000 in Sangerhausen errichtet.
Am 14. September 2011 wurde, durch die Kreisreform eine Neustrukturierung im Personennahverkehr notwendig, der Betriebshof Aschersleben mit den dort erbringenden Verkehrsleistungen (Linien, Fahrzeuge und Personal) an die Kreisverkehrsgesellschaft Salzland mbH abgespaltet.
Zum 9. Dezember 2012 wurde das Liniennummernsystem nahtlos in das überregionale innerhalb Sachsen-Anhalts angepasst.

## Linienübersicht
| Linie | Endpunkte                                                                                      | Verlauf                                                                                        |          |
| ----- | ---------------------------------------------------------------------------------------------- | ---------------------------------------------------------------------------------------------- | -------- |
| 41    | Sangerhausen Markt – Ärztehaus – Feuerwehr – Markt – Busbahnhof – Klinikum – Markt             | Sangerhausen Markt – Ärztehaus – Feuerwehr – Markt – Busbahnhof – Klinikum – Markt             | StadtBus |
| 42    | Sangerhausen Markt – Arbeitsamt – Helmepark – Klinikum – Rosarium – Busbahnhof – Markt         | Sangerhausen Markt – Arbeitsamt – Helmepark – Klinikum – Rosarium – Busbahnhof – Markt         | StadtBus |
| 43    | Sangerhausen O.-Grotewohl-Str. – Polizeirevier – Helmepark – Ärztehaus – Klinikum – Busbahnhof | Sangerhausen O.-Grotewohl-Str. – Polizeirevier – Helmepark – Ärztehaus – Klinikum – Busbahnhof | StadtBus |
| 44    | Eisleben Plan – Mittelreihe – Bahnhof – Markt – Plan – Glück-Auf-Ring – Friedhof – Plan        | Eisleben Plan – Mittelreihe – Bahnhof – Markt – Plan – Glück-Auf-Ring – Friedhof – Plan        | StadtBus |
| 45    | Eisleben Oberhütte – Friedhof – Mittelreihe – Markt – Bahnhof – Helfta – Einkaufspark          | Eisleben Oberhütte – Friedhof – Mittelreihe – Markt – Bahnhof – Helfta – Einkaufspark          | StadtBus |
| 46    | Eisleben Oberhütte – Friedhof – Mittelreihe – Markt – Bahnhof – Helfta – Einkaufspark          | Eisleben Oberhütte – Friedhof – Mittelreihe – Markt – Bahnhof – Helfta – Einkaufspark          | StadtBus |
| 47    | Eisleben Bahnhof – Helfta – Raismeser Str.                                                     | Eisleben Bahnhof – Helfta – Raismeser Str.                                                     | StadtBus |
| 48    | Hettstedt Busbahnhof – Mansfeld Center – Bahnhof – Friedhof – MKM – Molmeck                    | Hettstedt Busbahnhof – Mansfeld Center – Bahnhof – Friedhof – MKM – Molmeck                    | StadtBus |
| 410   | Eisleben ↔ Aschersleben                                                                        | Volkstedt – Siersleben – Hettstedt – Quenstedt                                                 | PlusBus  |
| 411   | Hettstedt ↔ Stangerode                                                                         | Walbeck – Pfersdorf – Harkerode – Alterode                                                     |          |
| 412   | Hettstedt ↔ Willerode                                                                          | Ritterode – Greifenhagen – Bräunrode                                                           |          |
| 413   | Leimbach ↔ Stangerode                                                                          | Greifenhagen – Quenstedt – Harkerode                                                           |          |
| 414   | Hettstedt ↔ Welbsleben                                                                         | Oberwiederstedt – Arnstedt – Quenstedt                                                         |          |
| 420   | Eisleben ↔ Hettstedt                                                                           | Helbra – Benndorf – Mansfeld – Leimbach                                                        | PlusBus  |
| 421   | Eisleben ↔ Annarode                                                                            | Ziegelrode – Helbra – Benndorf                                                                 |          |
| 422   | Hettstedt ↔ Wippra                                                                             | Greifenhagen – Rammelburg – Friesdorf                                                          |          |
| 423   | Hettstedt ↔ Molmerswende                                                                       | Leimbach – Vatterode – Wippra – Braunschwende                                                  |          |
| 424   | Hettstedt ↔ Biesenrode                                                                         | Großörner – Leimbach – Vatterode – Gräfenstuhl                                                 |          |
| 425   | Hettstedt ↔ Gorenzen                                                                           | Großörner – Leimbach – Mansfeld                                                                |          |
| 426   | Hettstedt ↔ Sangerhausen                                                                       | Leimbach – Mansfeld – Annarode – Riestedt                                                      |          |
| 427   | Eisleben ↔ Benndorf                                                                            | Volkstedt – Hettstedt – Helbra                                                                 |          |
| 430   | Eisleben ↔ Hettstedt                                                                           | Polleben – Gerbstedt – Sandersleben                                                            |          |
| 431   | Hettstedt ↔ Friedeburg                                                                         | Gerbstedt – Bösenburg – Zabenstedt                                                             |          |
| 432   | Eisleben ↔ Bösenburg                                                                           | Polleben – Burgsdorf – Rottelsdorf                                                             |          |
| 433   | Hettstedt ↔ Helbra                                                                             | Gerbstedt – Siersleben – Leimbach                                                              |          |
| 434   | Benndorf ↔ Neehausen                                                                           | Helbra – Volkstedt – Oberrißdorf                                                               |          |
| 435   | Siersleben ↔ Thondorf                                                                          | Hübitz – Augsdorf                                                                              |          |
| 440   | Eisleben ↔ Halle                                                                               | Lüttchendorf – Seeburg – Langenbogen                                                           |          |
| 441   | Eisleben ↔ Neehausen                                                                           | Oberrißdorf – Hedersleben – Dederstedt                                                         |          |
| 450   | Sangerhausen ↔ Breitenstein                                                                    | Tilleda – Roßla – Berga – Rottleberode – Stolberg                                              | TaktBus  |
| 451   | Kelbra ↔ Schwenda                                                                              | Roßla – Bennungen – Breitungen – Hayn                                                          |          |
| 452   | Roßla ↔ Schwenda                                                                               | Wickerode – Hainrode – Breitungen                                                              |          |
| 453   | Sangerhausen ↔ Breitenstein                                                                    | Wallhausen – Roßla – Berga – Stolberg                                                          |          |
| 454   | Sangerhausen ↔ Martinsrieth                                                                    | Wallhausen – Brücken – Hackpfüffel                                                             |          |
| 460   | Sangerhausen ↔ Harzgerode                                                                      | Gonna – Grillenberg – Wippra – Braunschwende                                                   | TaktBus  |
| 461   | Sangerhausen ↔ Stolberg                                                                        | Wettelrode – Rotha – Hayn – Schwenda                                                           |          |
| 462   | Sangerhausen ↔ Kleinleinungen                                                                  | Lengefeld – Wettelrode – Hainrode                                                              |          |
| 470   | Eisleben ↔ Sangerhausen                                                                        | Wolferode – Holdenstedt – Beyernaumburg                                                        |          |
| 471   | Eisleben ↔ Sangerhausen                                                                        | Blankenheim – Emseloh – Riestedt                                                               |          |
| 472   | Eisleben ↔ Osterhausen                                                                         | Wolferode – Schmalzerode – Bornstedt                                                           |          |
| 473   | Eisleben ↔ Sittichenbach                                                                       | Rothenschirmbach – Osterhausen                                                                 |          |
| 474   | Sangerhausen ↔ Osterhausen                                                                     | Oberröblingen – Allstedt – Wolferstedt                                                         |          |
| 475   | Sangerhausen ↔ Allstedt                                                                        | Beyernaumburg – Sotterhausen – Nienstedt                                                       |          |
| 480   | Sangerhausen ↔ Allstedt                                                                        | Oberröblingen – Artern – Heygendorf                                                            |          |
| 481   | Artern ↔ Ziegelroda                                                                            | Heygendorf – Eßmannsdorf – Roßleben                                                            |          |
| 482   | Roßleben ↔ Heldrungen                                                                          | Wiehe – Donndorf – Gehofen – Artern                                                            |          |
| 483   | Roßleben ↔ Allstedt                                                                            | Bottendorf – Schönewerda – Heygendorf                                                          |          |
| 484   | Heldrungen ↔ Artern                                                                            | Braunsroda – Bretleben – Reinsdorf                                                             |          |
| 490   | Bad Frankenhausen ↔ Artern                                                                     | Esperstedt – Ringleben – Schönfeld                                                             |          |
| 491   | Bad Frankenhausen ↔ Hauteroda                                                                  | Seehausen – Oldisleben – Heldrungen                                                            |          |
| 492   | Bad Frankenhausen ↔ Heldrungen                                                                 | Rottleben – Göllingen – Günserode                                                              |          |
| 493   | Heldrungen ↔ Hemleben                                                                          | Sachsenburg – Gorsleben – Etzleben                                                             |          |
| 494   | Heldrungen ↔ Kelbra                                                                            | Bad Frankenhausen – Rottleben – Kyffhäuser                                                     | RufBus   |
| 530   | Artern ↔ Sondershausen                                                                         | Esperstedt – Bad Frankenhausen – Rottleben                                                     |          |
| 700   | Eisleben ↔ Querfurt                                                                            | Bischofrode – Rothenschirmbach – Farnstädt                                                     | PlusBus  |
| Z1    | Eisleben ↔ Wansleben                                                                           | Helfta – Erdeborn – Röblingen – Amsdorf                                                        |          |

### PlusBus
Zum Start der S-Bahn Mitteldeutschland am 15. Dezember 2013 wurde die Linie 700 (Eisleben–Querfurt) zum PlusBus aufgewertet. Seit dem 15. Dezember 2019 verkehren auch die Linien 410 (Eisleben–Aschersleben) und 420 (Eisleben–Hettstedt) als PlusBus. Gleichzeitig wurden die Linien 450 (Sangerhausen–Breitenstein) und 460 (Sangerhausen-Harzgerode) zum TaktBus.
Alle diese Linien verkehren zudem im Bahn-Bus-Landesnetz Sachsen-Anhalt. Die Linien 410 (Eisleben–Aschersleben) und 420 (Eisleben–Hettstedt), wurden beide am 13. Dezember 2009 aufgenommen. Am 11. Dezember 2011 kam Linie 450 (Sangerhausen–Breitenstein) und zum 9. Dezember 2012 Linie 700 (Eisleben–Querfurt) dazu. Zuletzt wurde Linie 460 (Sangerhausen-Harzgerode) am 13. April 2015 aufgenommen. Alle Linien sind durch das Zeichen <O> Mein Takt erkennbar.

## Fahrzeuge
- SOLARIS LE
- MAN
- Mercedes-Benz